# 스포츠 장비

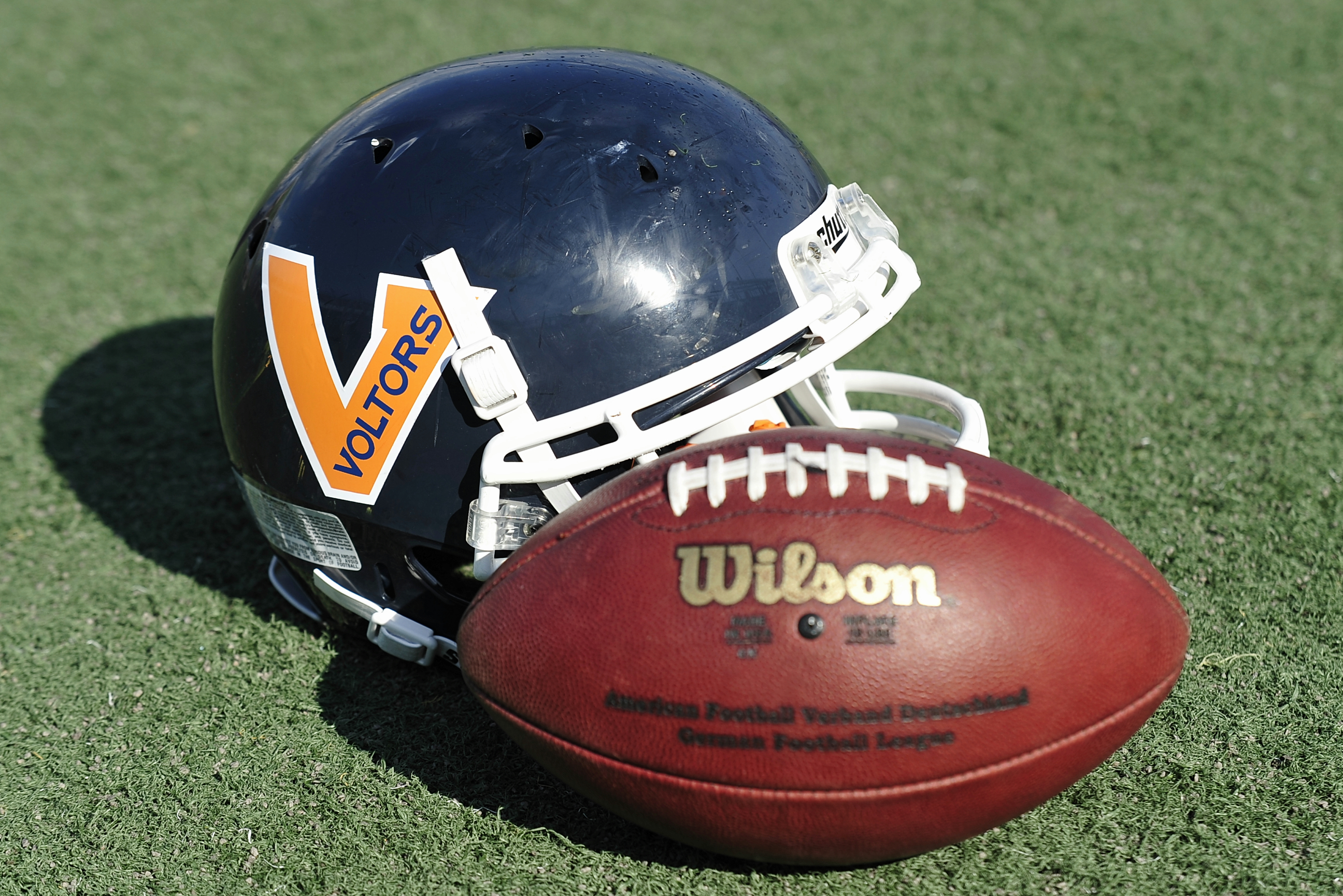

스포츠 장비, 스포츠 용품이라고도 하는 장비는 스포츠에서 사용되는 도구, 재료, 의복 및 장비를 말하며, 스포츠에 따라  공, 그물, 헬멧과 같은 보호 장비에 이르기까지 다양하다.
스포츠 장비는 보호 장비 또는 운동 선수가 스포츠를 하는 데 사용되는 도구로 정의할 수 있다. 시간이 지남에 따라 스포츠는 부상을 방지하기 위해 더 많은 보호 장비를 요구하기 때문에 더 많은 발전이 이루어졌다. 스포츠 장비는 모든 백화점이나 특정 스포츠 장비 상점에서 구매할 수 있다.

## 같이 보기
- 장비관리사
- 개인 보호 장비
- 턱걸이